# Dionysus (Band)
Dionysus war eine deutsch-skandinavische Melodic-Power-Metal-Band, die von 1999 bis 2008 drei Alben sowie eine Best-of-Compilation veröffentlichte.

## Geschichte
Ronnie Milianowicz gründete 1999 zusammen mit Hayer, Dahlqvist, Öhlin und Noberg die Gruppe Dionysus und nahm zusammen mit diesen ein Demo auf, durch das sie einen Vertrag mit AFM Records erhielten. 
2002 erschien das Debüt Sign of Truth, dem 2004 das Album Anima Mundi folgte. Zwei Jahre später folgte nach einer kurzen Pause Fairytales and Reality und zwei weitere Jahre später Keep the Spirit. 

## Diskografie
- 2002: Sign of Truth
- 2004: Anima Mundi
- 2006: Fairytales and Reality
- 2008: Keep the Spirit